# Anka Baier
Anka Baier, verheiratete Liebe,  (* 23. Juni 1966 in Dresden) ist eine deutsche Schauspielerin.

## Leben
Anka Baier absolvierte zunächst von 1985 bis 1987 erfolgreich die Palucca Hochschule für Tanz Dresden, danach studierte sie von 1987 bis 1991 an der Hochschule für Schauspielkunst „Ernst Busch“ Berlin. Zu Beginn der 1990er-Jahre war sie am Aufbau des Theaterhauses Jena beteiligt, 1993 gründete Baier gemeinsam mit René Reinhardt die Schaubühne Lindenfels im Leipziger Westen. Dort spielte und inszenierte sie etwa zehn Jahre lang.
2003 begann Baier eine Ausbildung zur Homöopathin und Heilpraktikerin, ein Beruf, den sie bis heute ausübt. Nach ihrer Heirat 2008 zog sie nach Berlin und leitete mit ihrem Ehemann eine Praxis für Homöopathie und Faszientherapie, 2009 kam die gemeinsame Tochter zur Welt. Mitte der 2010er-Jahre ging die Familie nach Leipzig zurück. Seit 2016 arbeitet Baier auch gelegentlich wieder als Schauspielerin an der Schaubühne.
Seit 1993 wirkt Anka Baier daneben umfangreich vor der Kamera, insbesondere als Seriendarstellerin. In mehreren Reihen verkörperte sie wiederkehrende Charaktere, so in der Stadtklinik, bei Schloss Einstein oder in der Arztserie Frauenarzt Dr. Markus Merthin an der Seite von Sascha Hehn als Titelfigur.

## Filmografie (Auswahl)
- 1993: Unser Lehrer Doktor Specht (drei Folgen als Frau Lindemann)
- 1994: Liebling Kreuzberg – Kein bisschen schwanger
- 1995: Wir sind auch nur ein Volk – Der zweite Sekretär
- 1995: Das Versprechen
- 1995: Für alle Fälle Stefanie – Ausgesetzt
- 1995: Polizeiruf 110 – Sieben Tage Freiheit
- 1995–1997: Frauenarzt Dr. Markus Merthin (15 Folgen als Dr. Katja Amthor)
- 1996: Auf Achse – Bel Ami
- 1997: Post Mortem – Der Nuttenmörder
- 1998: Die Straßen von Berlin – Terror
- 1998: Im Namen des Gesetzes – Der kleine Finger
- 1998: Tierarzt Dr. Engel – Das Gerücht
- 2000: Fieber: Ärzte für das Leben – Ich will leben
- 2000: Stadtklinik (vier Folgen als Katrin Emmerich)
- 2001: Wahnsinnsweiber
- 2001: In aller Freundschaft – Folge 109: Adel verpflichtet
- 2001: SOKO Leipzig – Brandnarben
- 2001: Für alle Fälle Stefanie – Dein wahres Gesicht
- 2001: Polizeiruf 110 – Zerstörte Träume
- 2002: Edel & Starck – Wunderkinder
- 2002: Dr. Sommerfeld – Neues vom Bülowbogen – Shaken und Schäkern
- 2002: Der Bulle von Tölz: Tod nach der Disco
- 2003: Nicht ohne meinen Anwalt – Der Drogenkurier
- 2004: Kleinruppin forever
- 2004: Ein Mann für den 13ten
- 2004: Familie Dr. Kleist – Ein Fest mit Folgen
- 2004: Einmal Bulle, immer Bulle – Tödliche Leidenschaft
- 2004: Ein glücklicher Tag
- 2005: Wolffs Revier – Grenzgänger
- 2005: Der letzte Zeuge – Die Sensationsreporterin
- 2005–2006: Schloss Einstein (sieben Folgen als Frau Düber)
- 2006: In aller Freundschaft – Schuld und Sühne
- 2007: Noch ein Wort und ich heirate dich!
- 2007: SOKO Wismar – Tödliche Tulpen
- 2007: Der Landarzt – Patient Roßwein
- 2008: Küstenwache – Begraben in der Tiefe
- 2010: Pfarrer Braun – Schwein gehabt!
- 2012: Klinik am Alex – Lebe lieber jetzt
- 2013: Letzte Spur Berlin – Abgetaucht
- 2013: Akte Ex – Ohne Spritze
- 2014: Der Kriminalist – Verlorenes Glück
- 2014: Binny und der Geist – Auf den Hund gekommen
- 2016: Die Spezialisten – Im Namen der Opfer – Die Mädchen aus Ost-Berlin
- 2017: In aller Freundschaft – Das wahre Zuhause
- 2018: Trauung mit Hindernissen
- 2021: SOKO Leipzig – Das ewige Leben
- 2023: Kalt

## Hörspiele
- 2000: Provinzbriefe – Autorin: Barbara Honigmann – Regie: Ulrich Gerhardt